# Thalner
Thalner (Marathi थाळनेर Thāḷnēr) ist eine zentralindische Kleinstadt mit etwa 12.000 Einwohnern im Norden des indischen Bundesstaats Maharashtra. Der Ort war die erste Hauptstadt des von etwa 1380 bis etwa 1600 bestehenden Sultanats Khandesh.

## Lage
Thalner liegt am Fluss Tapti knapp 15 km (Fahrtstrecke) südöstlich der Stadt Shirpur in einer Höhe von ca. 240 m. Die Großstadt Burhanpur ist ca. 150 km in östlicher Richtung entfernt. Für indische Verhältnisse ist das Klima eher gemäßigt; Regen (ca. 600 mm/Jahr) fällt nahezu ausschließlich in den sommerlichen Monsunmonaten.

## Wirtschaft
Traditionell bildet die Landwirtschaft in den Dörfern der Umgebung noch immer die Grundlage allen Wirtschaftens, wobei der Anbau von Baumwolle und deren Weiterverarbeitung zu Stoffen und Textilien eine wichtige Rolle im gesamten Distrikt spielen.

## Geschichte
Eine Fortanlage existierte wohl schon früher, doch war diese, wie auch das gesamte Umland, in erbärmlichem Zustand. Nach der um 1380 erfolgten Gründung des Sultanats von Khandesh durch Malik Ahmad aus der Faruqi-Dynastie wurde Thalner kurzzeitig bis zur Gründung von Burhanpur die erste Hauptstadt. Im Jahr 1498 wurde Thalner von einer Armee Mahmud Begadas angegriffen; in dieser Zeit und vielleicht sogar noch unter der Mogul-Herrschaft (seit 1600) wurde das Fort ausgebaut. Nach dem allmählichen Niedergang des Mogulreichs fielen Fort und Ort in die Hände der Marathen und später in die Hände der Briten.

## Sehenswürdigkeiten
Das einst bedeutende Fort wurde bei einem Hochwasser des Flusses Tapti im Jahr 1876 weitgehend zerstört.